# Ergersheim
Pour la commune allemande voir Ergersheim (Bavière)
 (septembre 2009).
Si vous disposez d'ouvrages ou d'articles de référence ou si vous connaissez des sites web de qualité traitant du thème abordé ici, merci de compléter l'article en donnant les références utiles à sa vérifiabilité et en les liant à la section « Notes et références ».
Ergersheim est une commune française située dans la circonscription administrative du Bas-Rhin et, depuis le 1er janvier 2021, dans le territoire de la Collectivité européenne d'Alsace, en région Grand Est.
Cette commune se trouve dans la région historique et culturelle d'Alsace.

## Géographie
Ergersheim est située à 3,7 km de Soultz-les-Bains, 5 km de Molsheim et 21 km de Strasbourg. Ergersheim se situe sur la route des Vins d'Alsace. 

### Communes limitrophes
| Dahlenheim |            | Osthoffen         |
| Wolxheim   | Ergersheim | Ernolsheim-Bruche |
| Molsheim   | Dachstein  |                   |

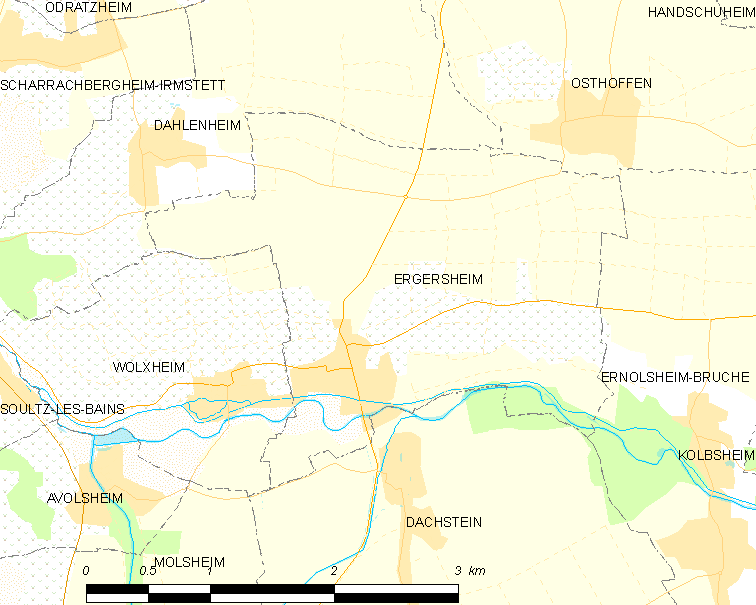
Plan de la commune.
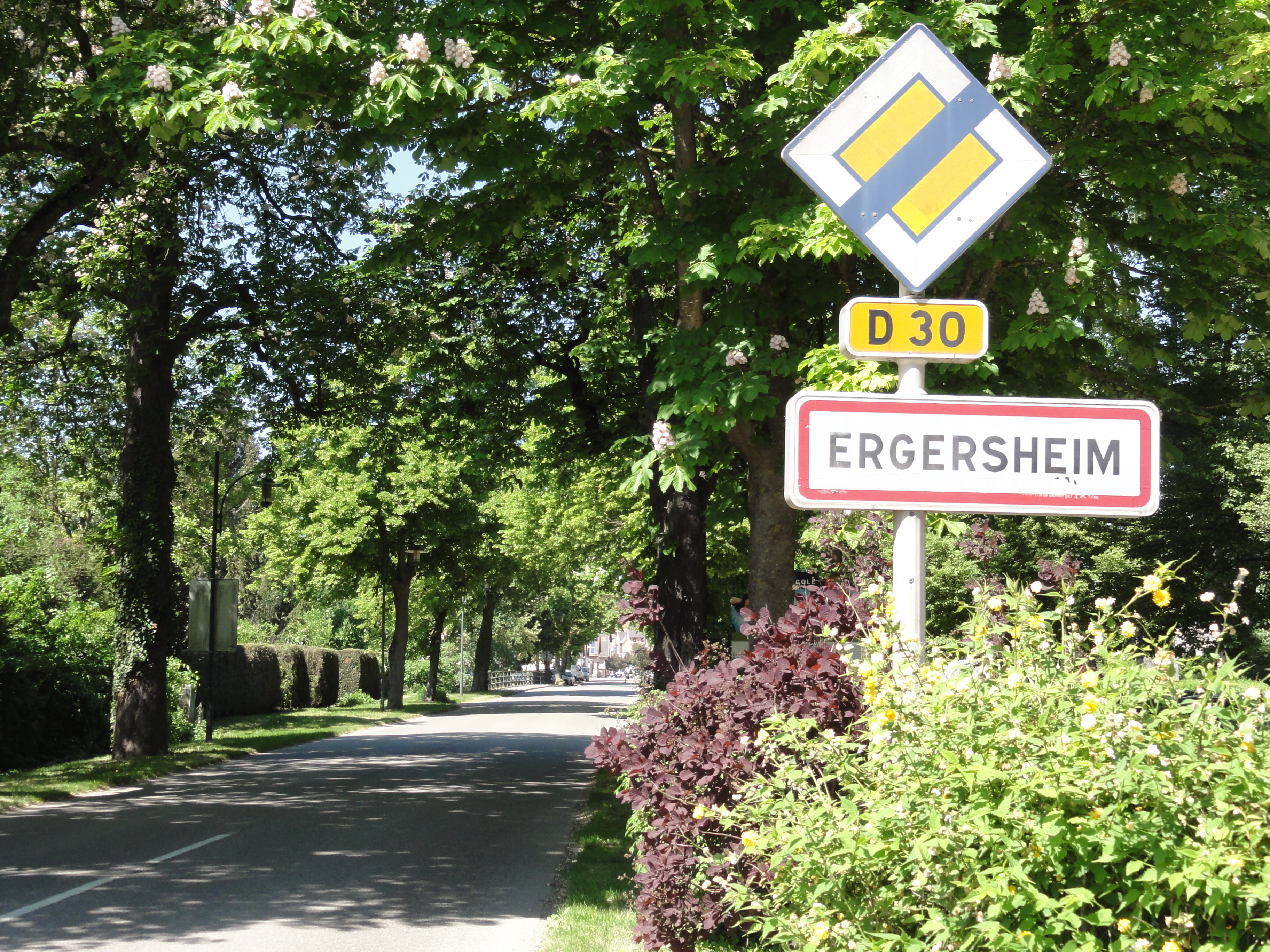
Entrée de l'agglomération.
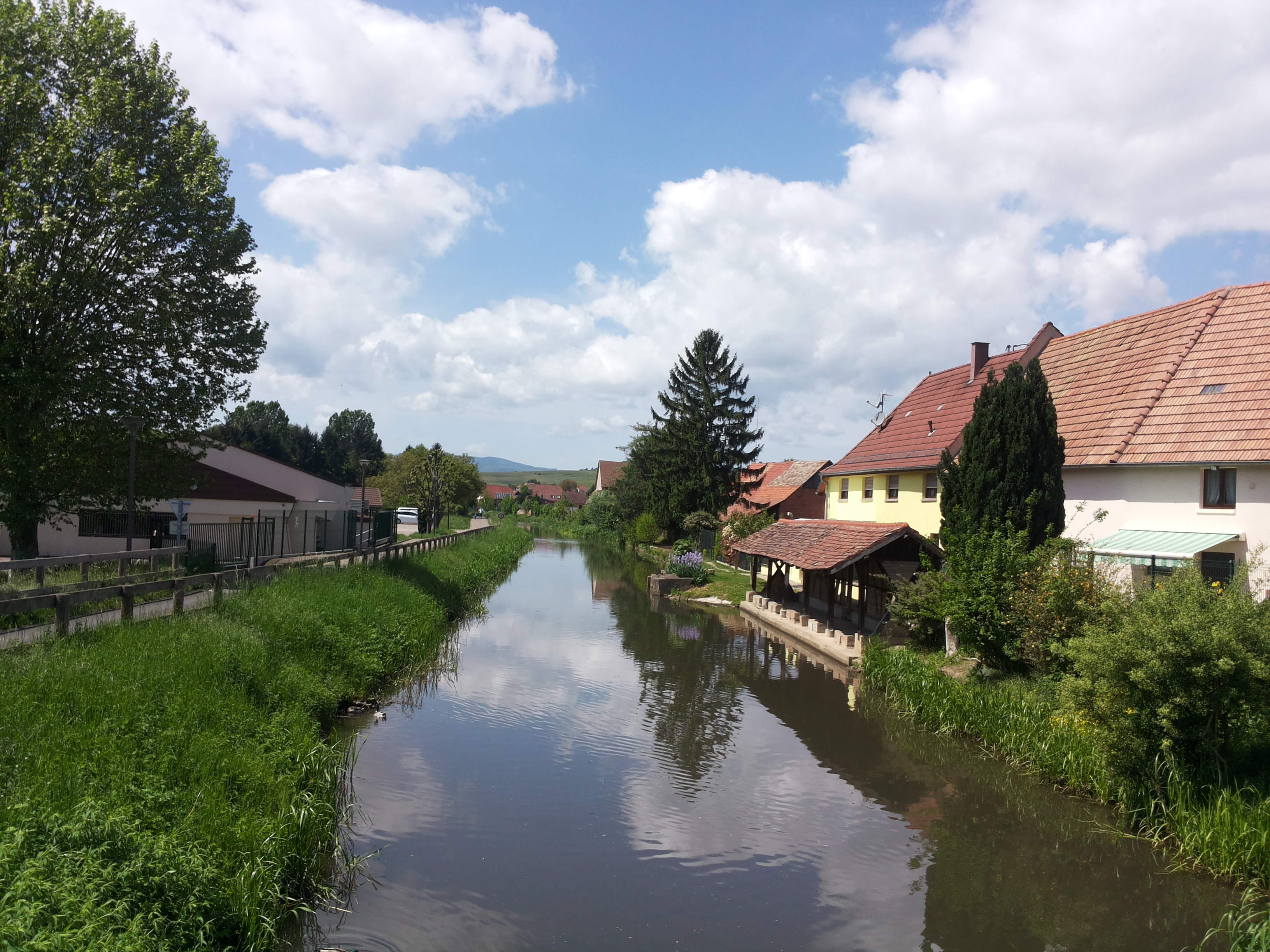
Canal de la Bruche à Ergersheim.

### Hydrographie

#### Réseau hydrographique
La commune est dans le bassin versant du Rhin au sein du bassin Rhin-Meuse. Elle est drainée par la Bruche, le canal de la Bruche et le ruisseau le Muhlbach,.
La Bruche, d'une longueur de 77 km, prend sa source dans la commune de Urbeis et se jette  dans l'Ill à Strasbourg, après avoir traversé 37 communes. Les caractéristiques hydrologiques de la Bruche sont données par la station hydrologique située sur la commune de Wolxheim. Le débit moyen mensuel est de 6,1 m3/s. Le débit moyen journalier maximum est de 82,6 m3/s, atteint lors de la crue du 5 janvier 2018. Le débit instantané maximal est quant à lui de 93,5 m3/s, atteint le même jour.
Le canal de la Bruche, d'une longueur de 19 km, reliait initialement Soultz-les-Bains, près de Molsheim à Strasbourg où il rejoint l'Ill, dans le quartier de la Montagne Verte. 

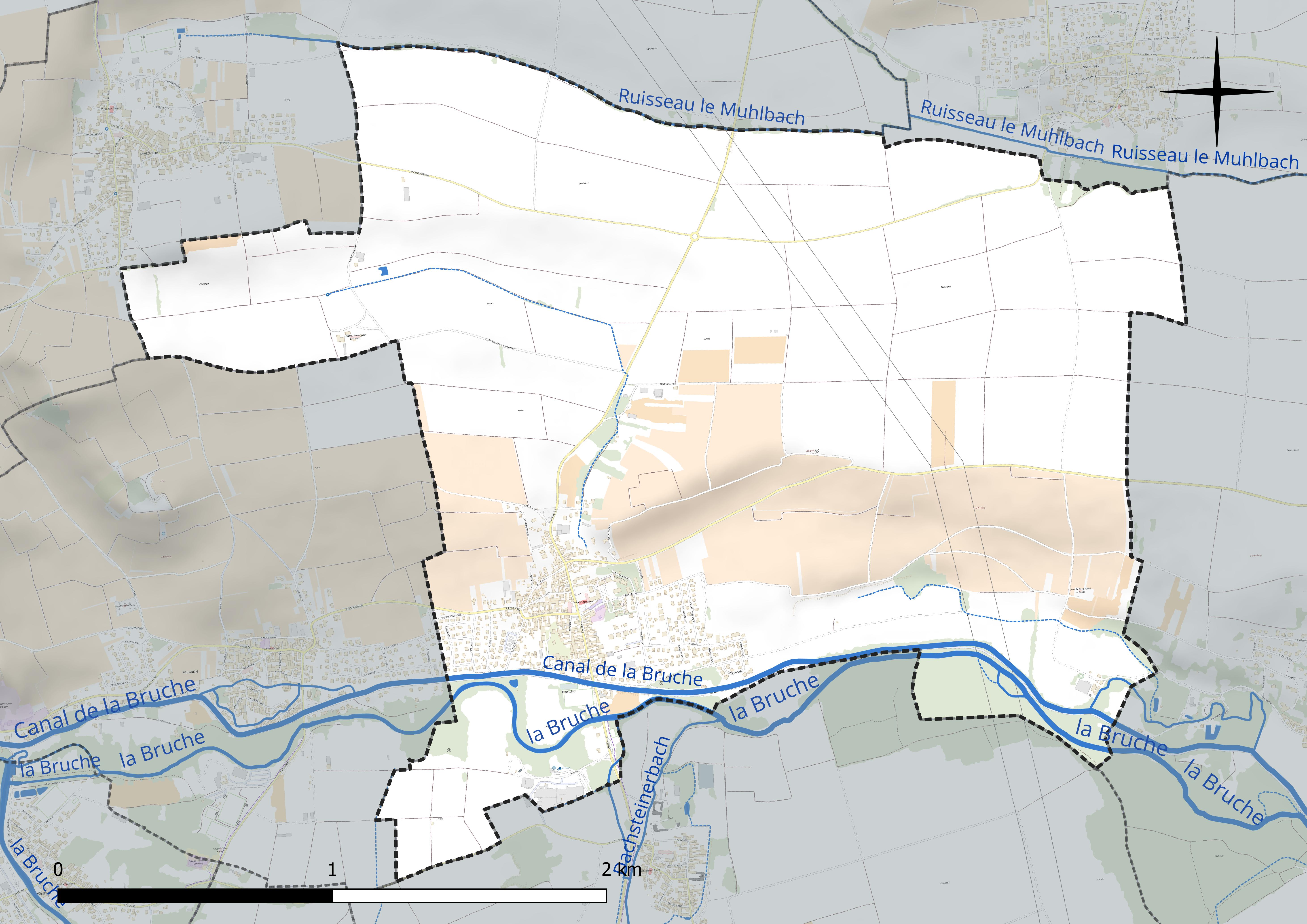
Réseau hydrographique d'Ergersheim.

#### Gestion et qualité des eaux
Le territoire communal est couvert par le schéma d'aménagement et de gestion des eaux (SAGE) « Ill Nappe Rhin ». Ce document de planification concerne la nappe phréatique rhénane, les cours d'eau de la plaine d'Alsace et du piémont oriental du Sundgau, les canaux situés entre l'Ill et le Rhin et les zones humides de la plaine d'Alsace. Le périmètre s’étend sur 3 596 km2. Il a été approuvé le 17 janvier 2005. La structure porteuse de l'élaboration et de la mise en œuvre est la région Grand Est. 
La qualité des cours d’eau peut être consultée sur un site dédié géré par les agences de l’eau et l’Agence française pour la biodiversité. 

### Climat
Pour des articles plus généraux, voir Climat du Grand Est et Climat du Bas-Rhin.
En 2010, le climat de la commune est de type climat des marges montargnardes, selon une étude du Centre national de la recherche scientifique s'appuyant sur une série de données couvrant la période 1971-2000. En 2020, Météo-France publie une typologie des climats de la France métropolitaine dans laquelle la commune est exposée à un climat semi-continental et est dans la région climatique  Vosges, caractérisée par une pluviométrie très élevée (1 500 à 2 000 mm/an) en toutes saisons et un hiver rude (moins de 1 °C). 
Pour la période 1971-2000, la température annuelle moyenne est de 10,5 °C, avec une amplitude thermique annuelle de 17,7 °C. Le cumul annuel moyen de précipitations est de 711 mm, avec 9,2 jours de précipitations en janvier et 10 jours en juillet. Pour la période 1991-2020, la température moyenne annuelle observée sur la station météorologique de Météo-France la plus proche, « Strasbourg-Entzheim », sur la commune d'Entzheim à 9 km à vol d'oiseau, est de 11,4 °C et le cumul annuel moyen de précipitations est de 635,7 mm. 
La température maximale relevée sur cette station est de 38,9 °C, atteinte le 25 juillet 2019 ; la température minimale est de −23,6 °C, atteinte le 23 janvier 1942,,. 
Les paramètres climatiques de la commune ont été estimés pour le milieu du siècle (2041-2070) selon différents scénarios d'émission de gaz à effet de serre à partir des nouvelles projections climatiques de référence DRIAS-2020. Ils sont consultables sur un site dédié publié par Météo-France en novembre 2022.

## Urbanisme

### Typologie
Au 1er janvier 2024, Ergersheim est catégorisée ceinture urbaine, selon la nouvelle grille communale de densité à sept niveaux définie par l'Insee en 2022.
Elle appartient à l'unité urbaine de Molsheim, une agglomération intra-départementale regroupant dix  communes, dont elle est une commune de la banlieue,,. Par ailleurs la commune fait partie de l'aire d'attraction de Strasbourg (partie française), dont elle est une commune de la couronne,. Cette aire, qui regroupe 268 communes, est catégorisée dans les aires de 700 000 habitants ou plus (hors Paris),.

### Occupation des sols
L'occupation des sols de la commune, telle qu'elle ressort de la base de données européenne d’occupation biophysique des sols Corine Land Cover (CLC), est marquée par l'importance des territoires agricoles (90,6 % en 2018), en diminution par rapport à 1990 (91,8 %). La répartition détaillée en 2018 est la suivante : 
terres arables (69,4 %), cultures permanentes (18,5 %), zones urbanisées (6,9 %), zones agricoles hétérogènes (2,7 %), forêts (2,5 %). L'évolution de l’occupation des sols de la commune et de ses infrastructures peut être observée sur les différentes représentations cartographiques du territoire : la carte de Cassini (XVIIIe siècle), la carte d'état-major (1820-1866) et les cartes ou photos aériennes de l'IGN pour la période actuelle (1950 à aujourd'hui).

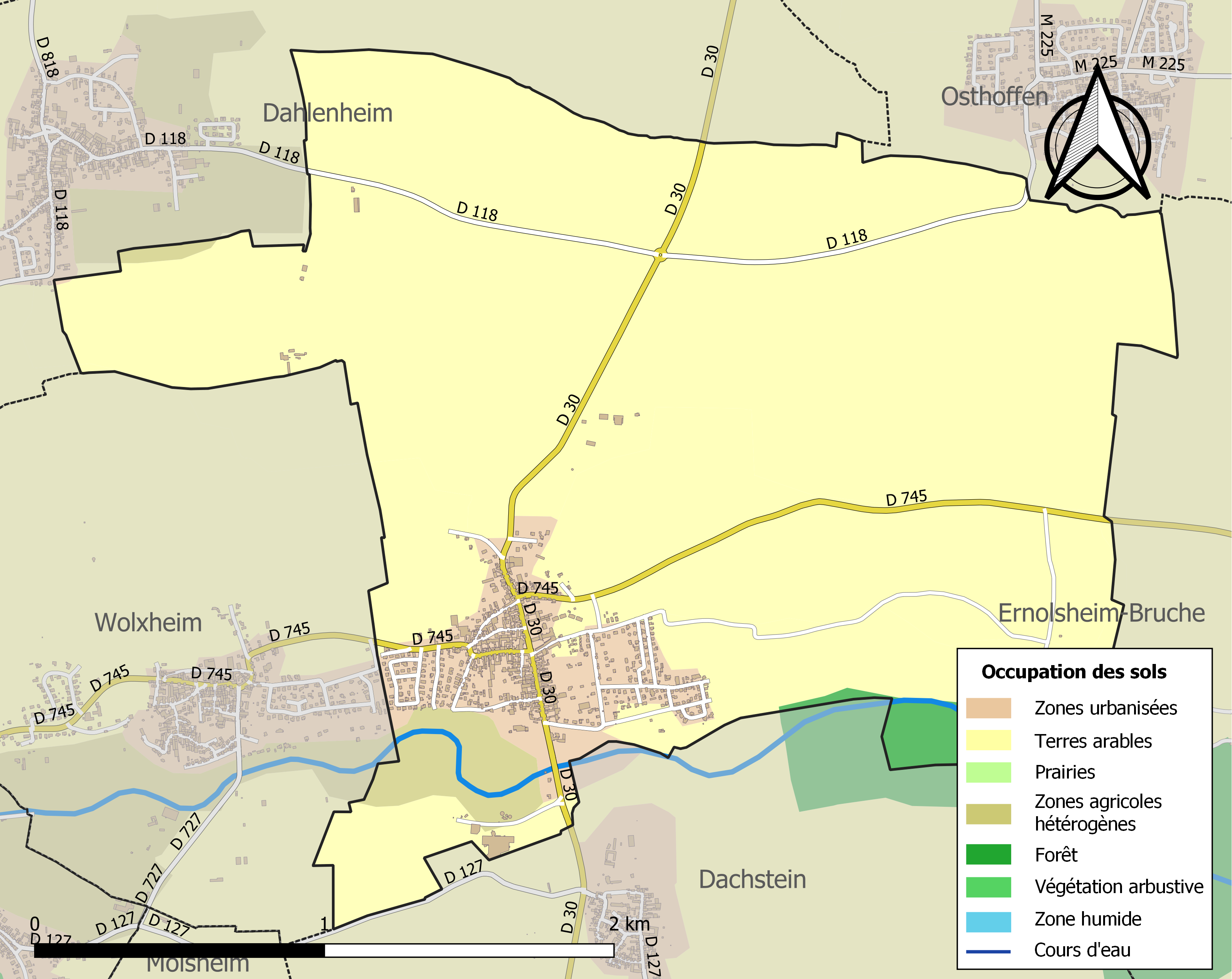
Carte des infrastructures et de l'occupation des sols de la commune en 2018 (CLC).

## Histoire
Les quelques découvertes faites au sud du cimetière montrent que le site était déjà occupé à l'époque mérovingienne. C'est vers 920, lors de la donation de vignes et de terres en faveur de l'église de Strasbourg, que l'évêque Richwin fit mention du village qui était alors appelé Argeresheim marca. Le village, essentiellement viticole, fut également pillé un certain nombre de fois, notamment lors de la guerre des Évêques en 1592 où il fut presque totalement détruit.
Aujourd'hui, Ergersheim est un village résidentiel dont les habitants travaillent essentiellement à Molsheim et à Strasbourg.

### Héraldique
| Blason de Ergersheim | Blason  | D'azur à saint Nicolas, vêtu pontificalement, avec les trois petits enfants dans leur baquet, le tout d'or. |
| Blason de Ergersheim | Détails | |

## Politique et administration
| Période                                  | Période  | Identité      | Étiquette | Qualité                |
| ---------------------------------------- | -------- | ------------- | --------- | ---------------------- |
| Les données manquantes sont à compléter. |          |               |           |                        |
| avril 1808                               | mai 1815 | Joseph Adam   |           | Agriculteur            |
| Les données manquantes sont à compléter. |          |               |           |                        |
| 2001                                     | 2020     | Maxime Brand  |           | Viticulteur            |
| 2020                                     | En cours | Marianne Wehr |           | Retraitée de la CARSAT |

## Démographie
L'évolution du nombre d'habitants est connue à travers les recensements de la population effectués dans la commune depuis 1793. Pour les communes de moins de 10 000 habitants, une enquête de recensement portant sur toute la population est réalisée tous les cinq ans, les populations de référence des années intermédiaires étant quant à elles estimées par interpolation ou extrapolation. Pour la commune, le premier recensement exhaustif entrant dans le cadre du nouveau dispositif a été réalisé en 2007.

En 2022, la commune comptait 1 467 habitants, en évolution de +10,72 % par rapport à 2016 (Bas-Rhin : +3,17 %, France hors Mayotte : +2,11 %).
| 1793 | 1800 | 1806 | 1821 | 1831 | 1836 | 1841 | 1846 | 1851 |
| ---- | ---- | ---- | ---- | ---- | ---- | ---- | ---- | ---- |
| 731  | 635  | 749  | 821  | 832  | 919  | 854  | 840  | 856  |

| 1856 | 1861 | 1866 | 1871 | 1875 | 1880 | 1885 | 1890 | 1895 |
| ---- | ---- | ---- | ---- | ---- | ---- | ---- | ---- | ---- |
| 828  | 871  | 881  | 815  | 734  | 730  | 770  | 747  | 740  |

| 1900 | 1905 | 1910 | 1921 | 1926 | 1931 | 1936 | 1946 | 1954 |
| ---- | ---- | ---- | ---- | ---- | ---- | ---- | ---- | ---- |
| 810  | 789  | 792  | 661  | 692  | 676  | 684  | 650  | 651  |

| 1962 | 1968 | 1975 | 1982 | 1990 | 1999 | 2006  | 2007  | 2012  |
| ---- | ---- | ---- | ---- | ---- | ---- | ----- | ----- | ----- |
| 655  | 626  | 585  | 726  | 843  | 937  | 1 023 | 1 035 | 1 252 |

| 2017  | 2022  | - | - | - | - | - | - | - |
| ----- | ----- | - | - | - | - | - | - | - |
| 1 358 | 1 467 | - | - | - | - | - | - | - |

## Jumelages
- Ergersheim (Allemagne) depuis 2000.

## Lieux et monuments

### Église Saint-Nicolas
Cette église paroissiale est composée d'un chœur polygonal et d'un vaisseau unique. Le clocher latéral est composé de deux parties datant de deux époques différentes. La partie basse est de l'époque médiévale tandis que la partie haute est octogonale, le tout coiffé d'un toit à bulbe. Le portail principal néo-roman date de 1873. Le mobilier se trouvant à l'intérieur est de type baroque.

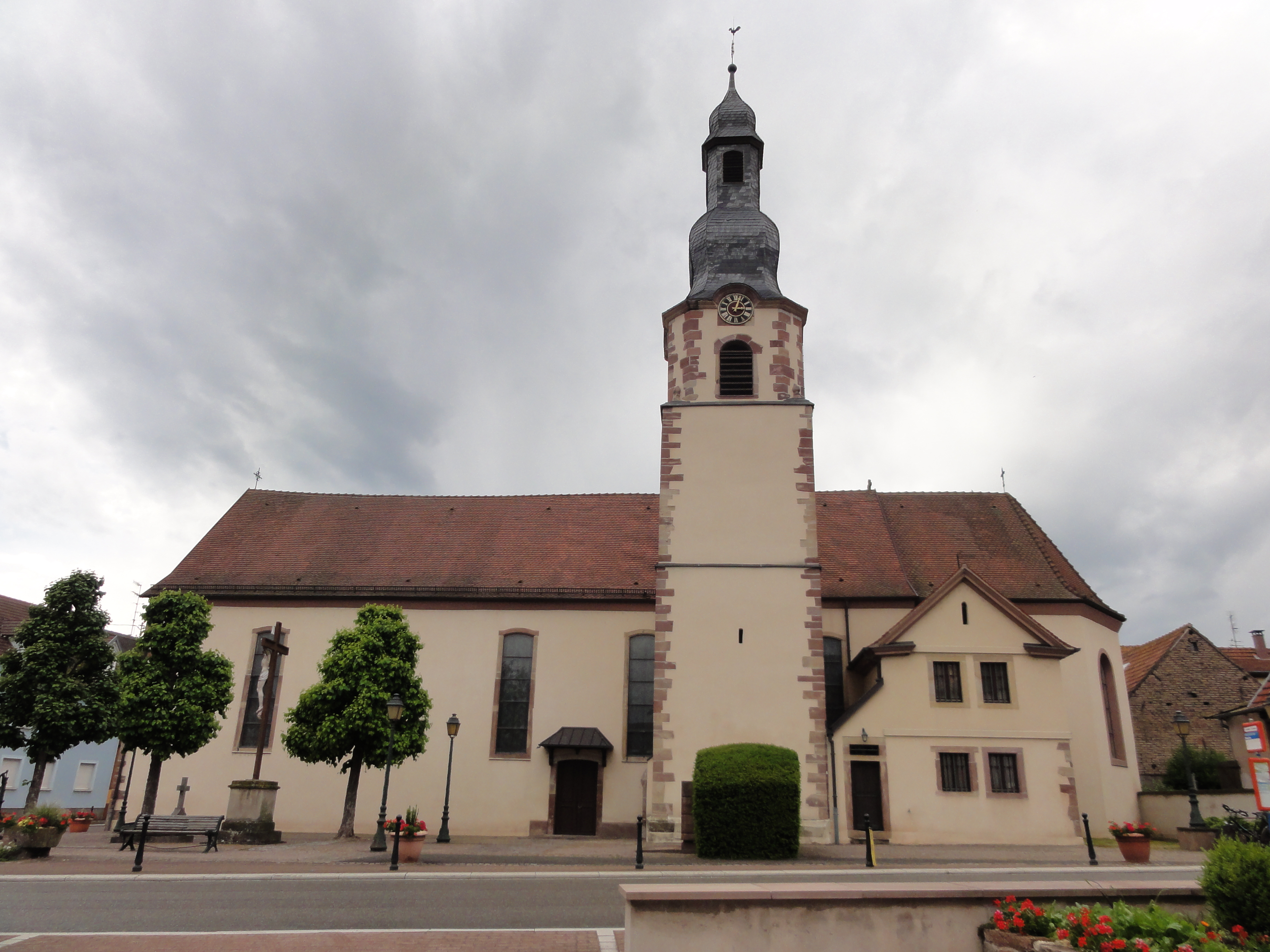
Église Saint-Nicolas.
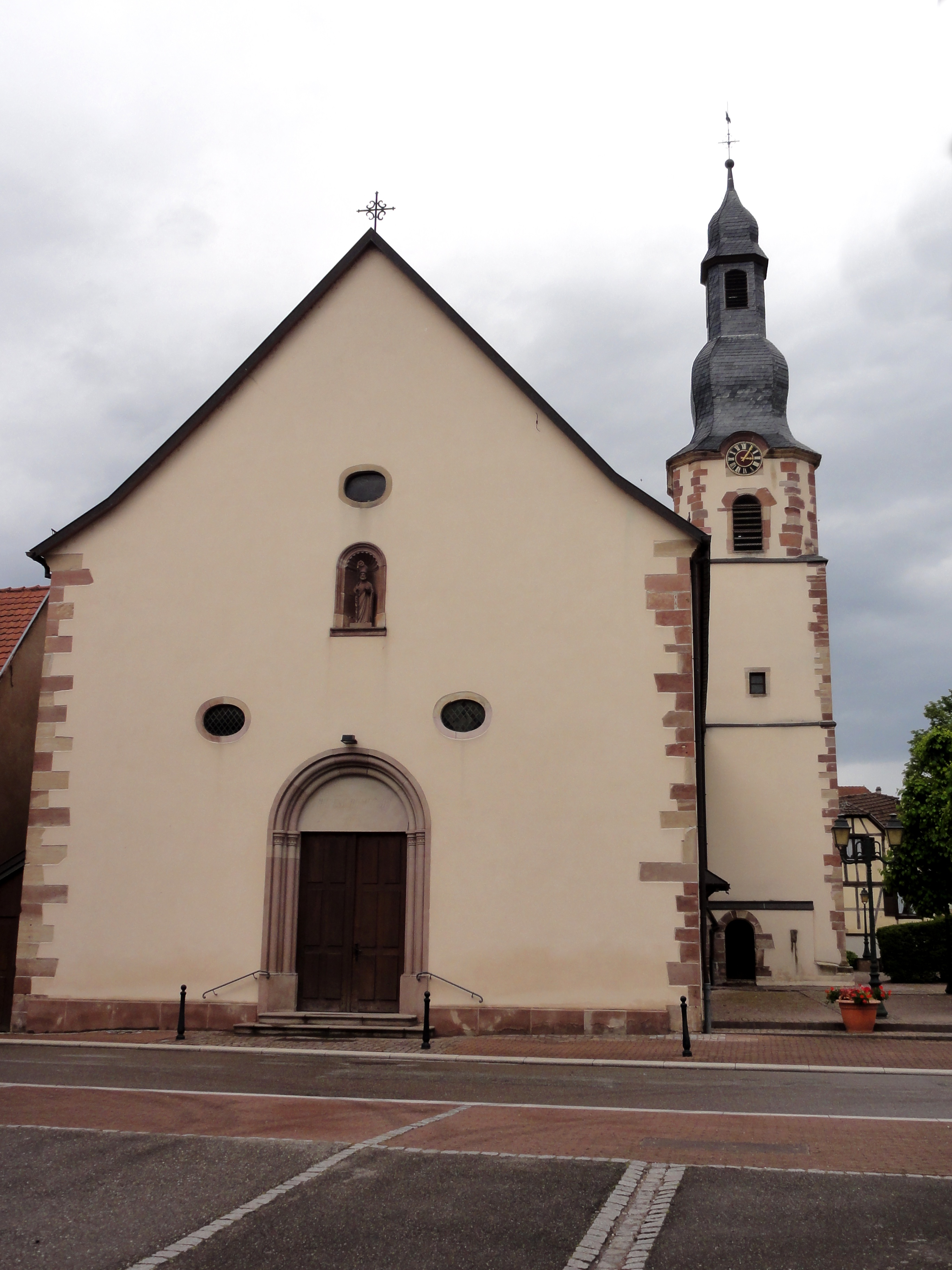
Portail et clocher.
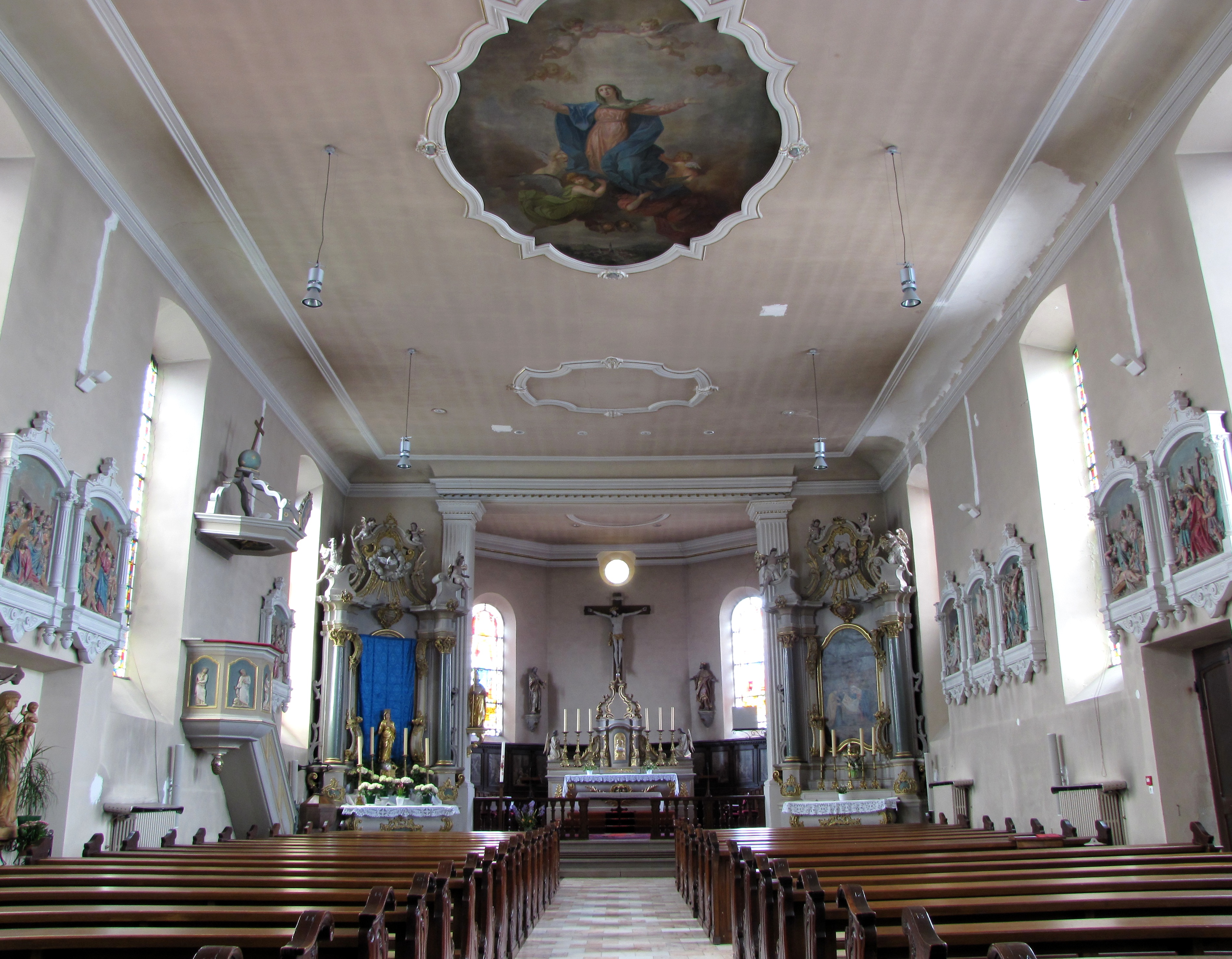
Vue intérieure de la nef vers le chœur.
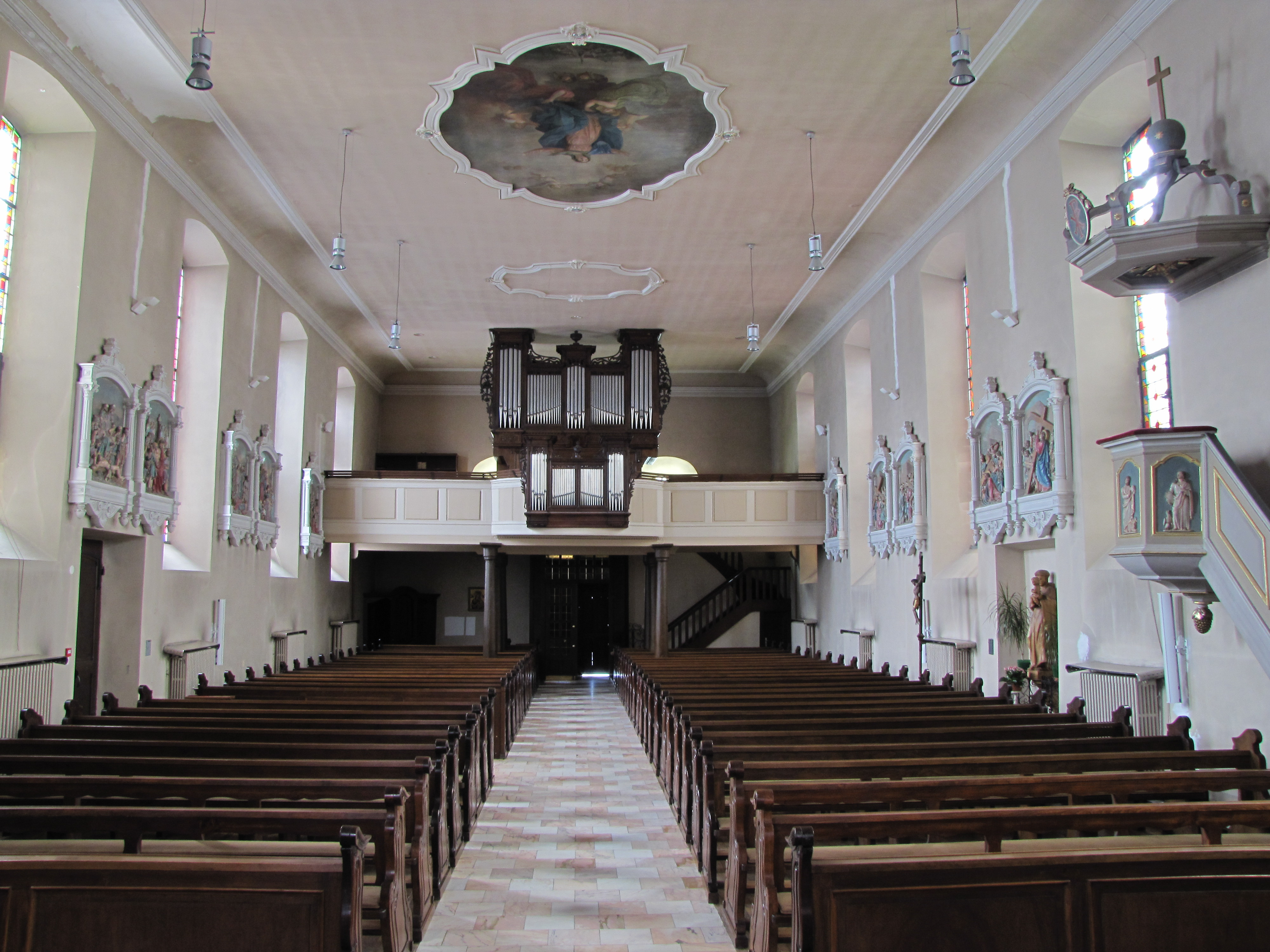
Vue intérieure de la nef vers la tribune d'orgue.
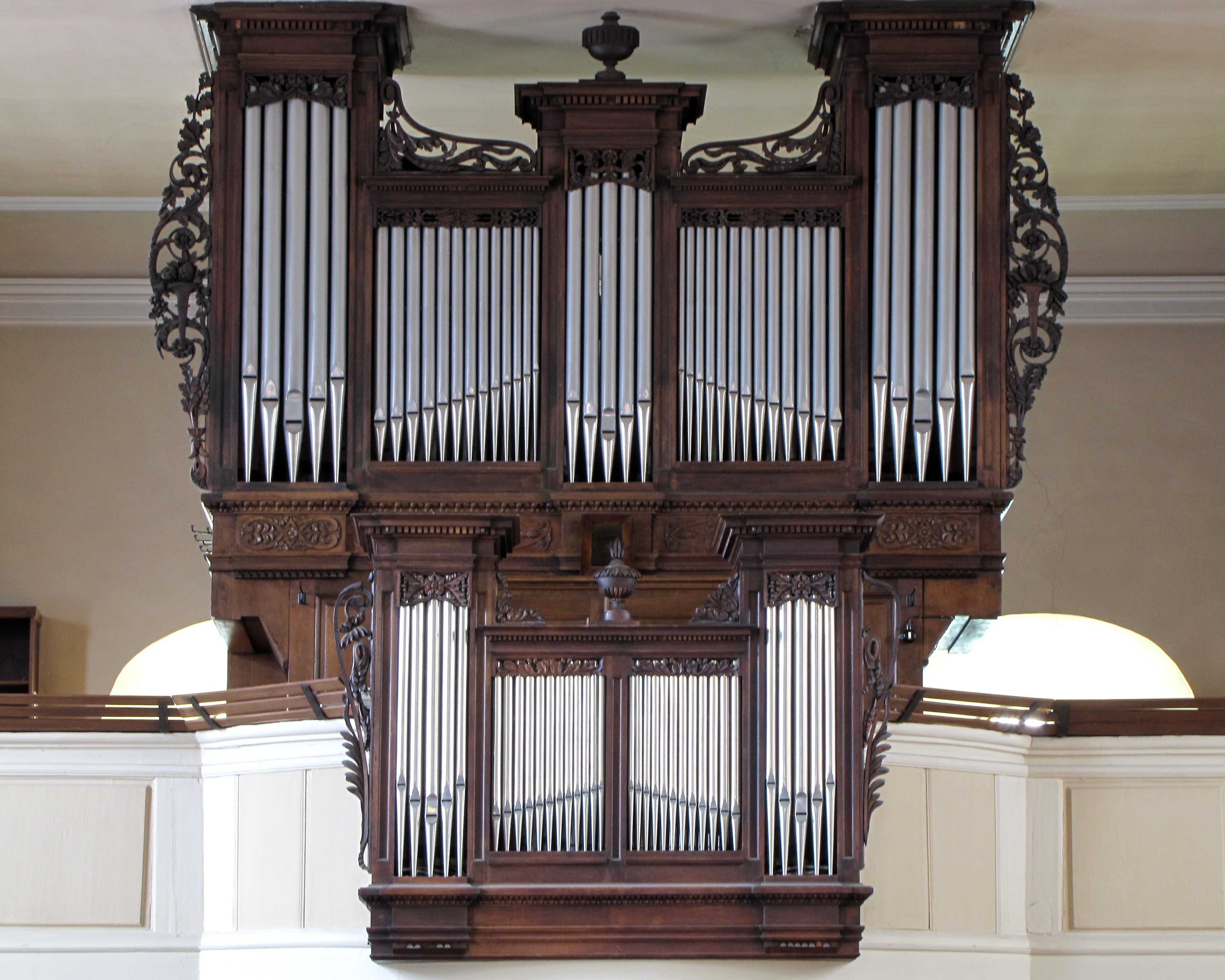
Orgue Stiehr-Mockers (1818-1825).

### Chapelle Saint-Michel (Rimlen)
Ce monument est le dernier témoin du village de Rimlenheim qui a disparu. Mentionné dès 884, il fut détruit par les Armagnacs en 1444. La chapelle était jadis ornée d'un retable en hommage à la Vierge datant de 1741. Tous les ans le jour de la Saint-Michel (29 septembre), une messe est célébrée en ce lieu à la mémoire des habitants.

### Chapelle Notre-Dame d'Altbronn
Altbronn (traduction littérale : vieille fontaine) était un village voisin d'Ergersheim qui au Moyen Âge possédait ses propres finages. Dévasté à la fin du XIVe siècle, le ban d'Altbronn est assimilé à celui d'Ergersheim en 1664. La nef unique date de l'époque médiévale tandis que le clocher est reconstruit dans le style néo-gothique à la fin du XIXe siècle. Son chœur très petit contient difficilement le maître-autel de l'époque baroque. Cette chapelle est un ancien lieu de pèlerinage à la Vierge.

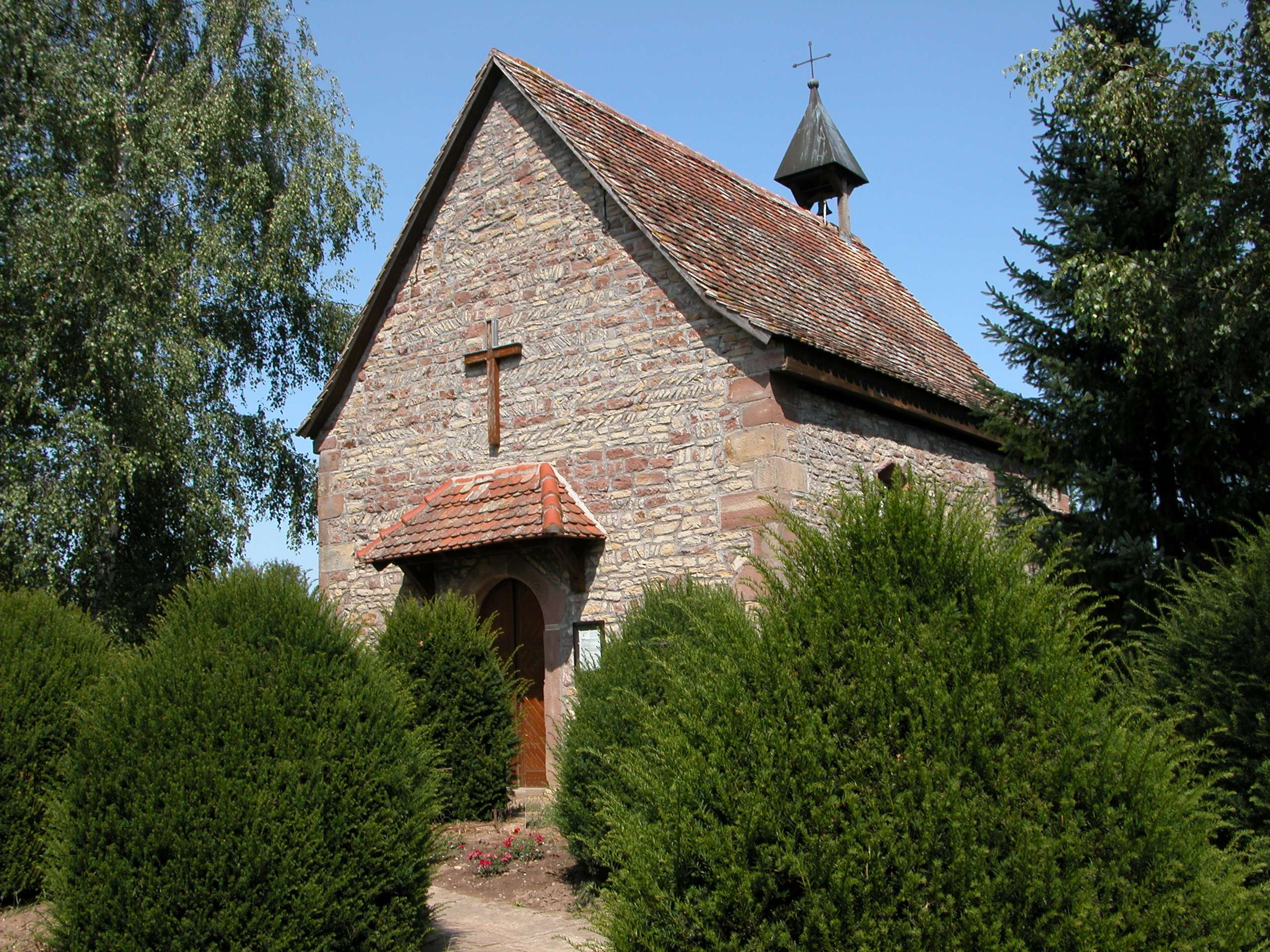
Chapelle Saint-Michel (XIIe).
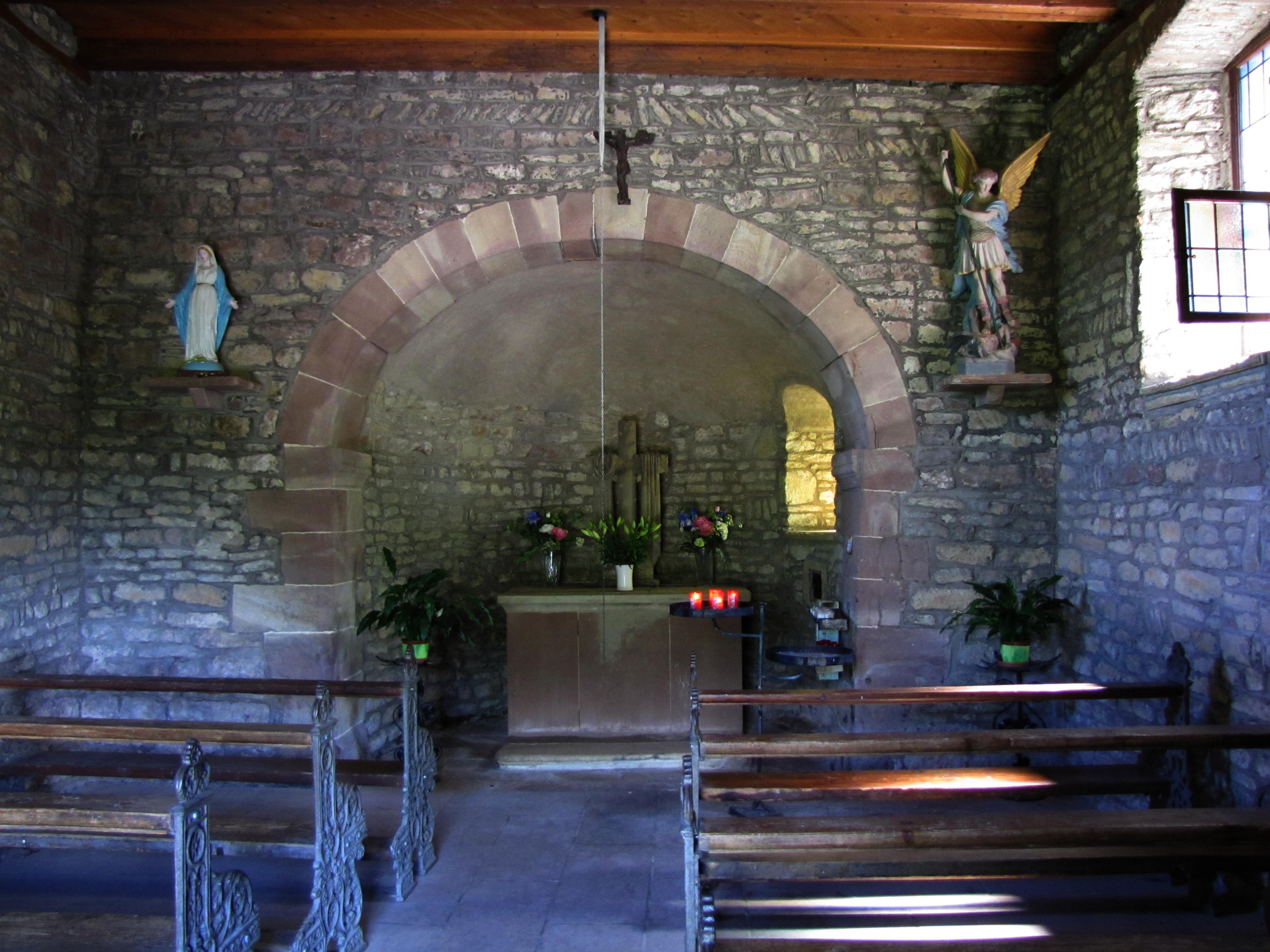
Intérieur de la chapelle.
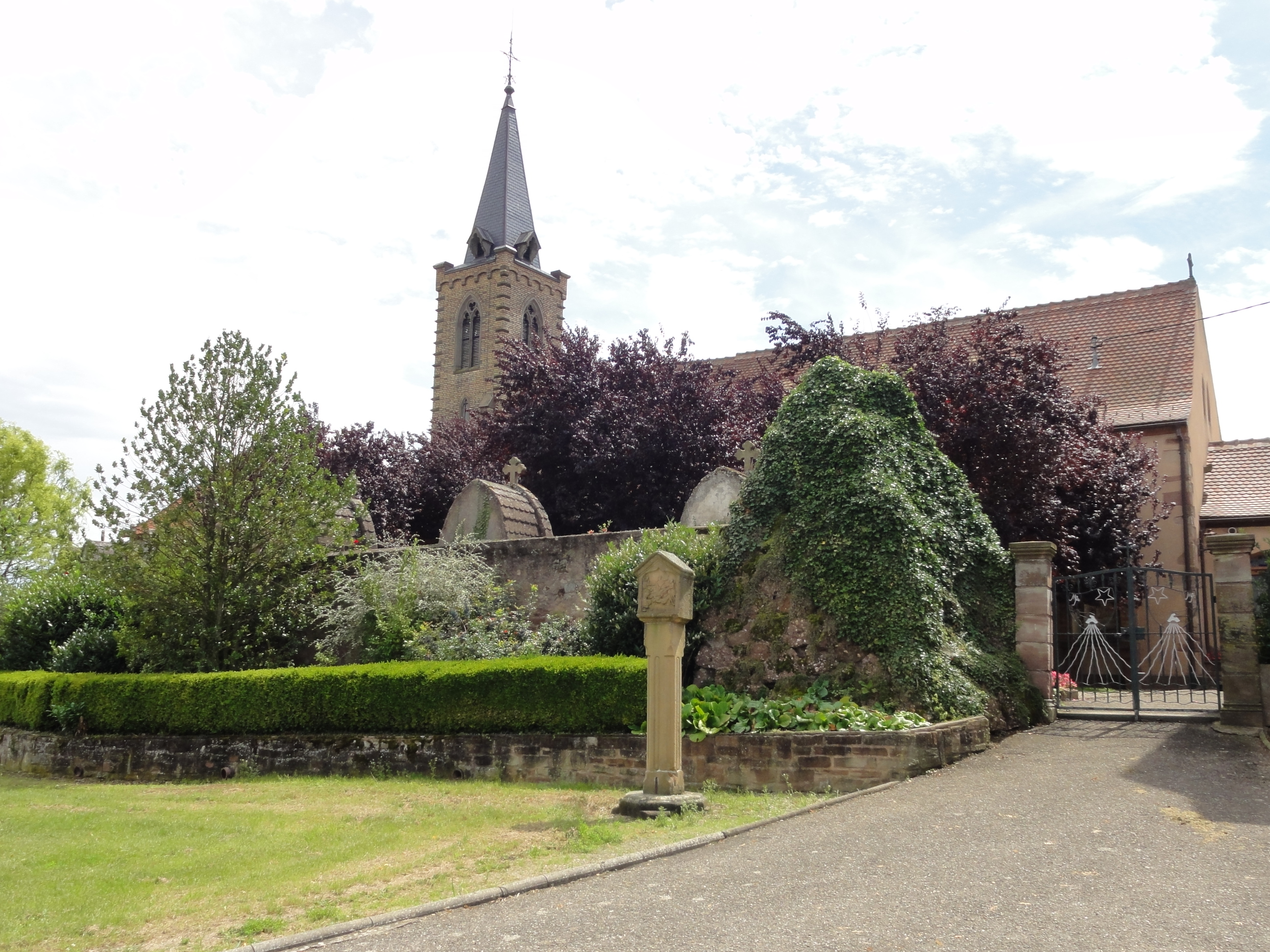
Chapelle Notre-Dame d'Altbronn (XIVe-XIXe).
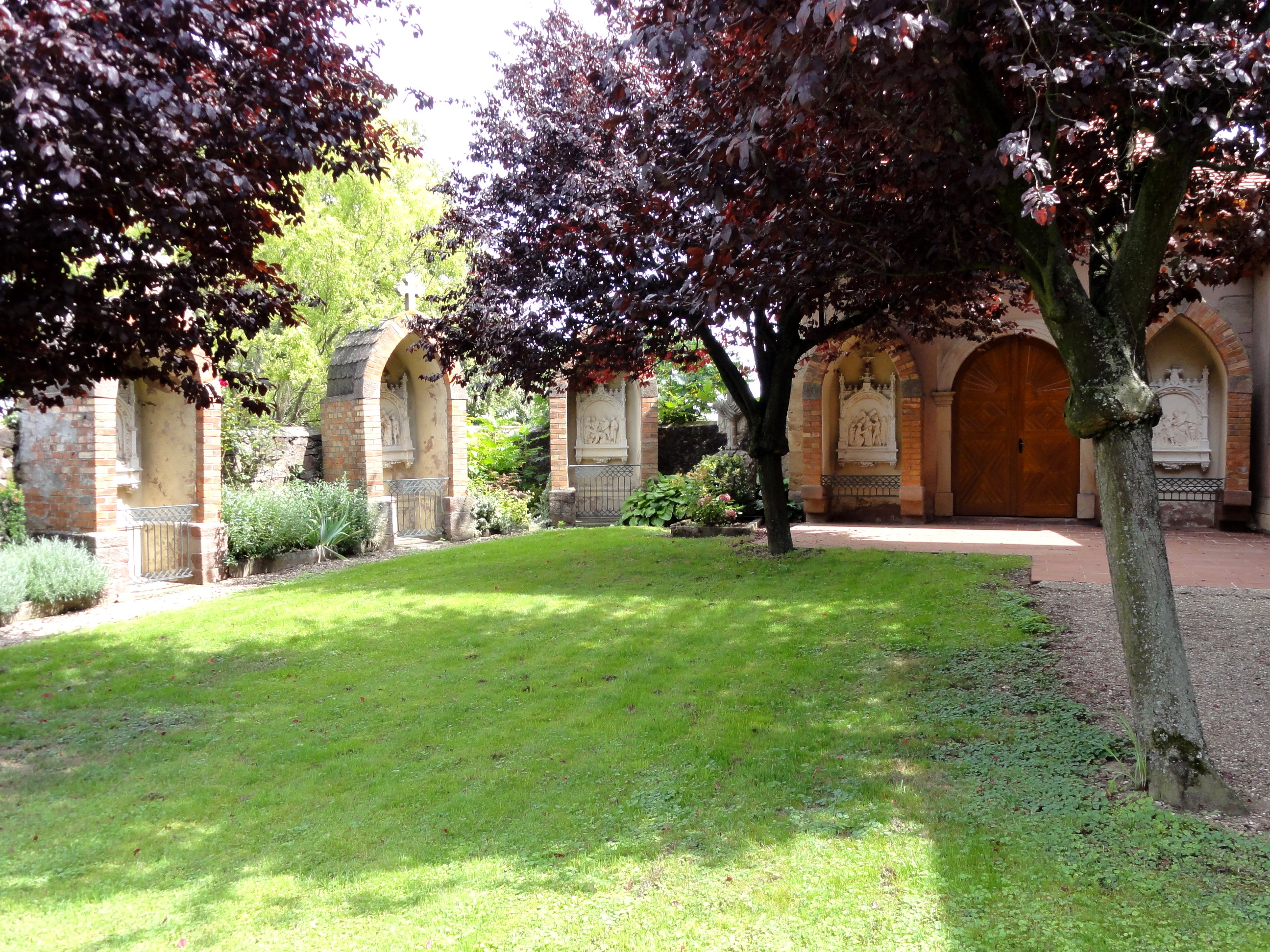
Chemin de croix dans le jardin.
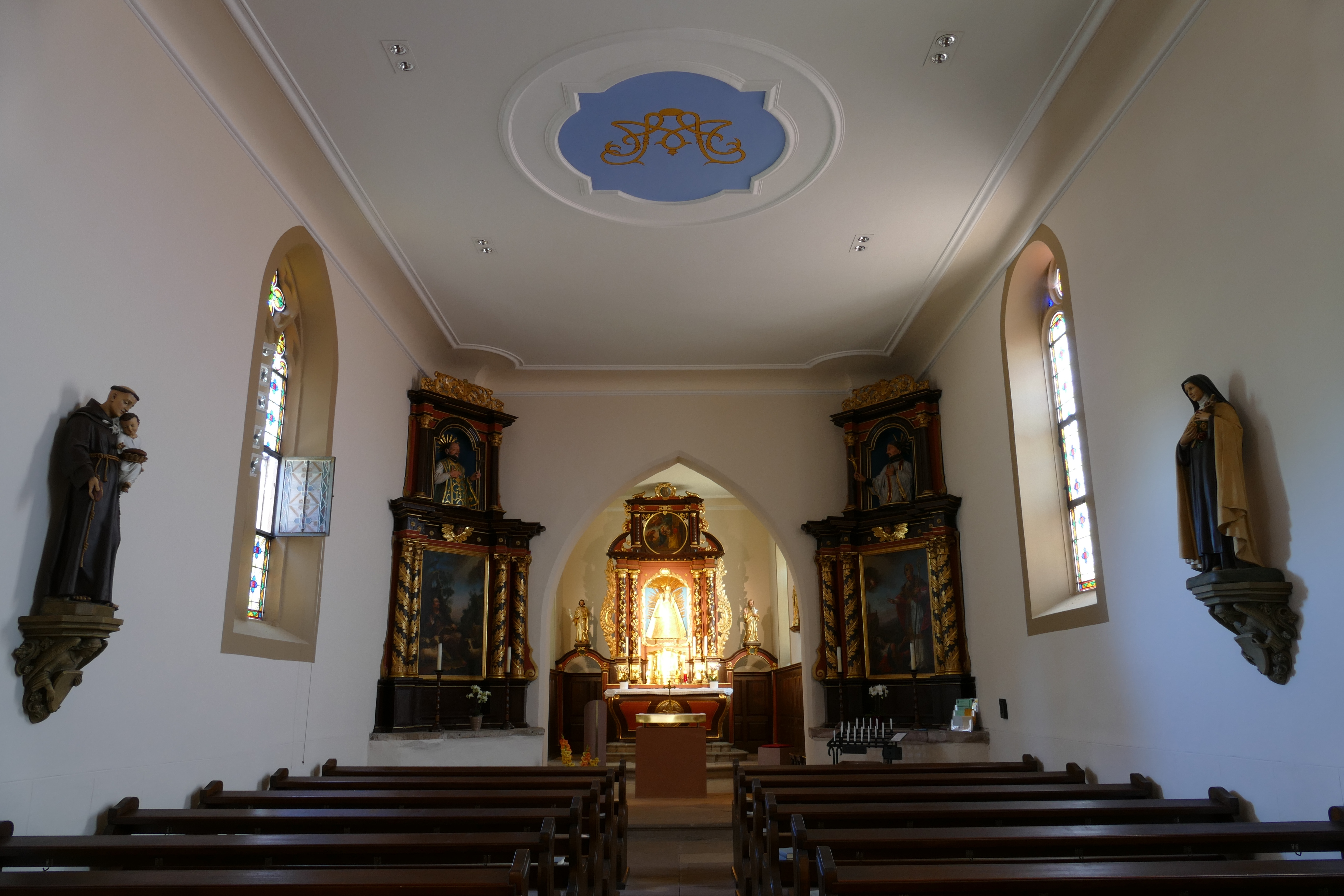
Intérieur de la chapelle.
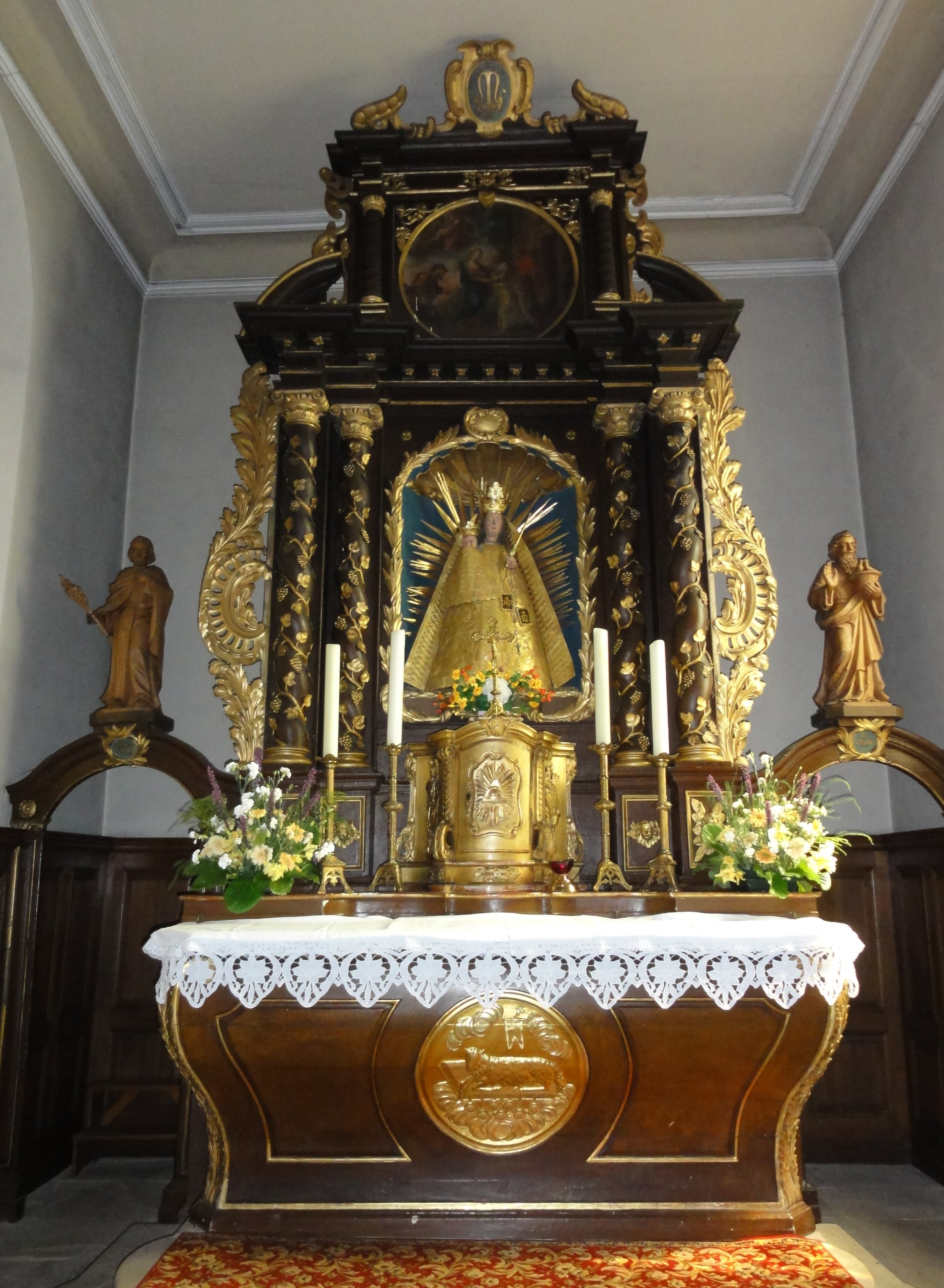
Autel et Vierge à l'enfant (XVe-XVIIe).

### Chapelle Sainte-Anne (Altbronn)
Ce petit édifice abrite la source qui est à l'origine du village d'Altbronn. Les miracles qui y étaient recensés par les jésuites dès la fin du XVIe siècle concernaient surtout les femmes qui venaient demander de l'aide à la Vierge en vue d'accouchements difficiles.

### Abbaye Notre-Dame d'Altbronn
Ce couvent, fondé en 1825, abrite une communauté de cisterciennes relevant de l'Ordre cistercien de la stricte observance (trappistines).

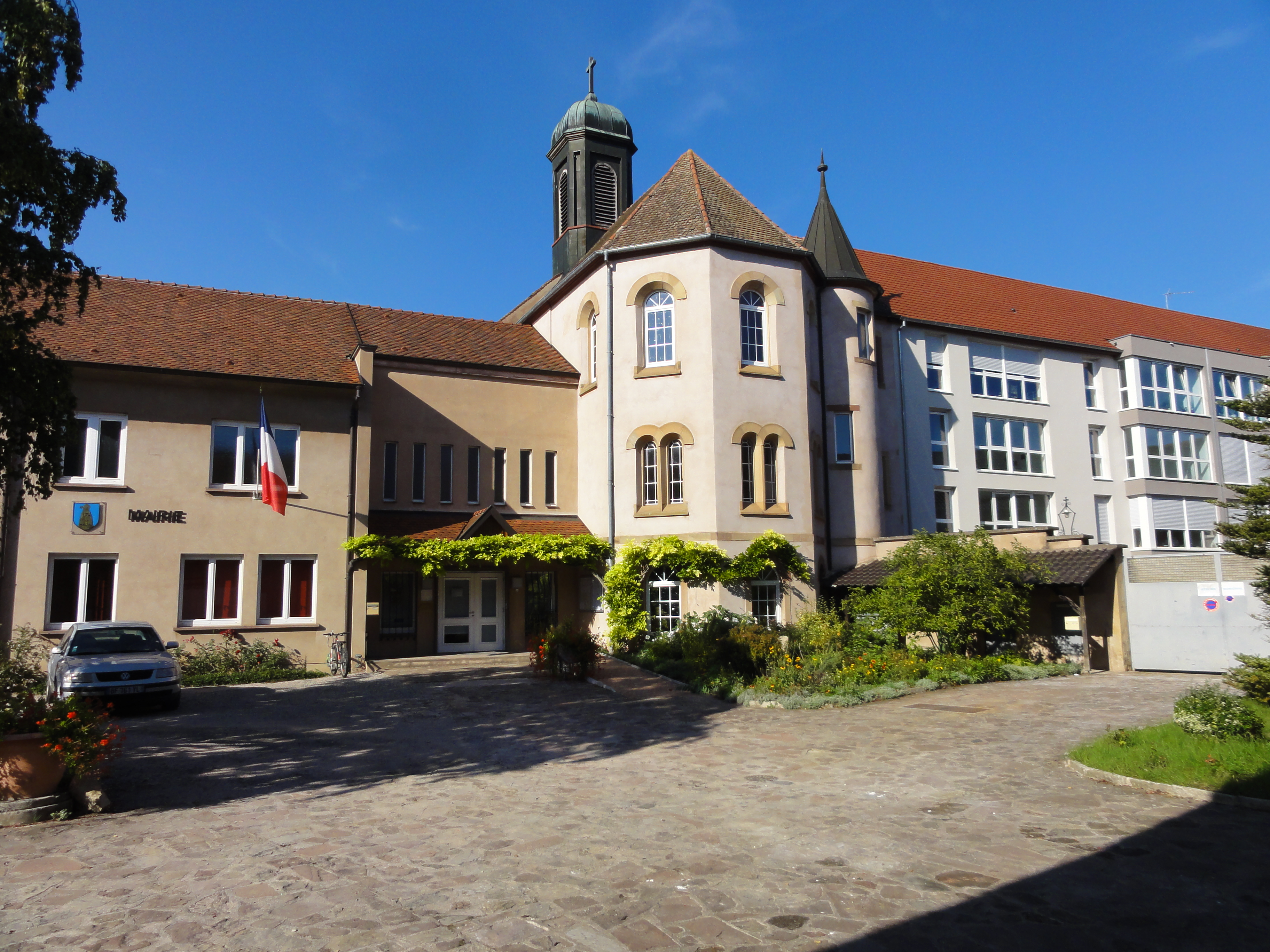
Anciens bâtiments conventuels et chapelle, aujourd'hui mairie.
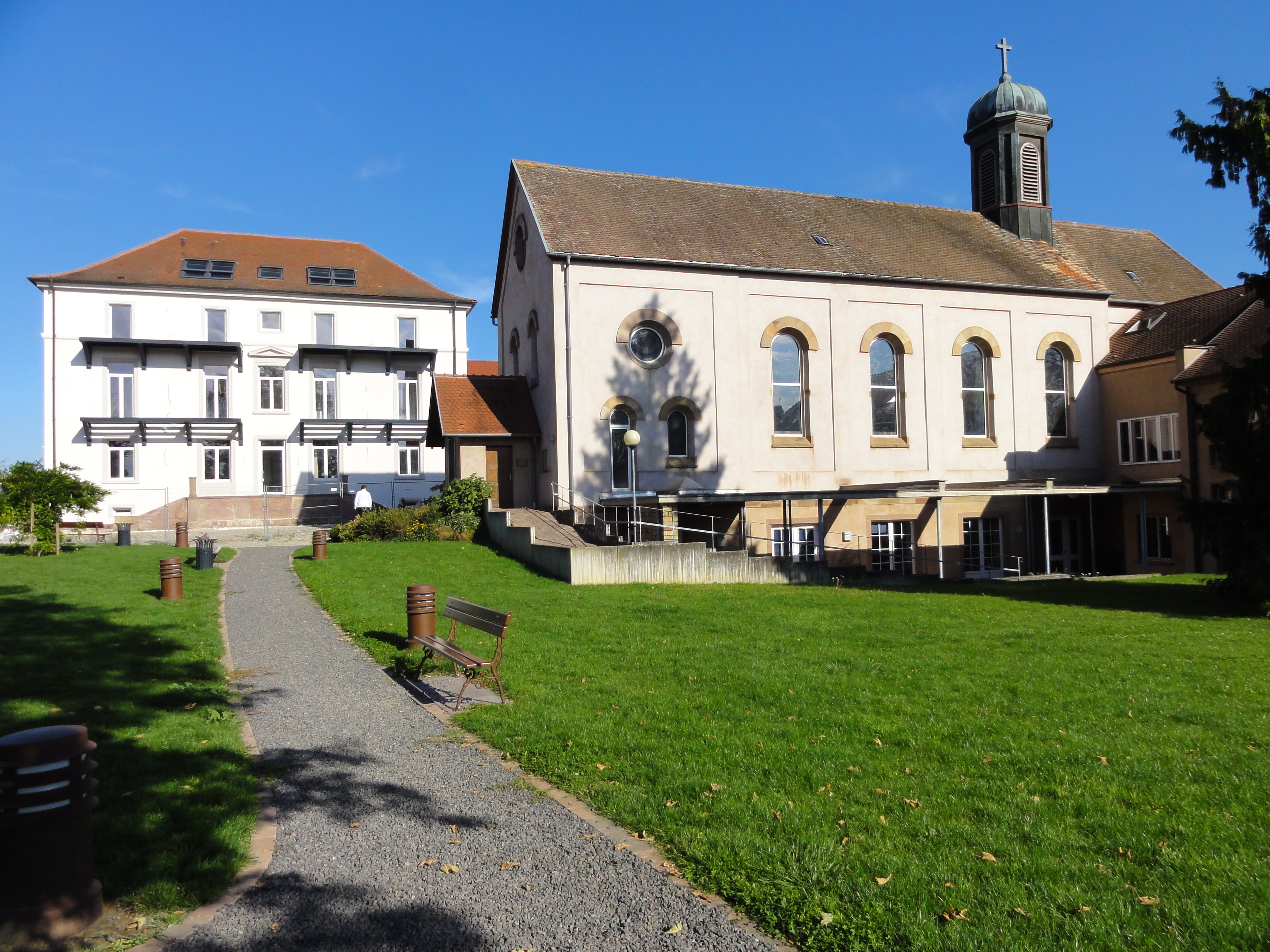
Chapelle.
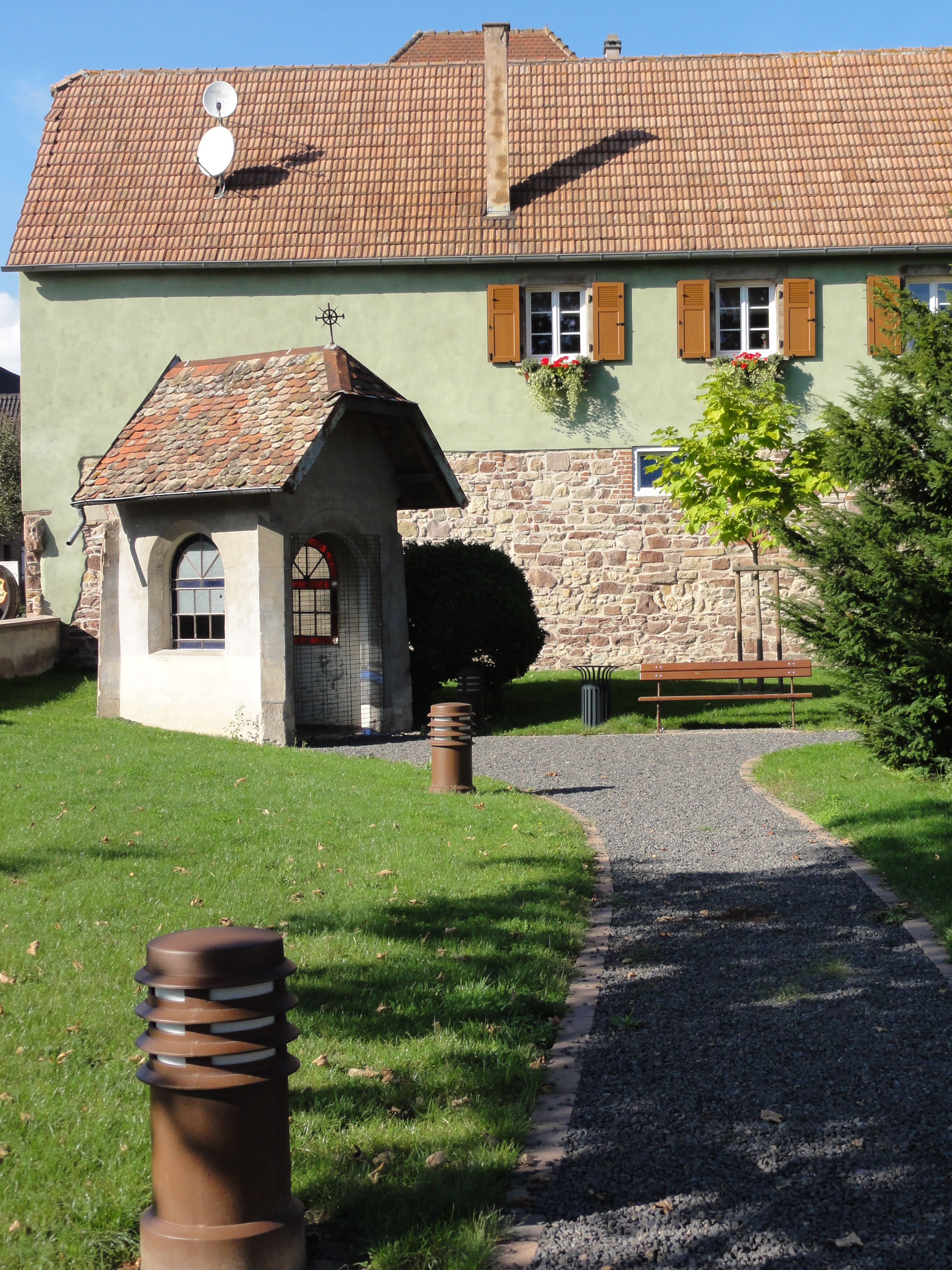
Oratoire.